# راكيل كاسيدي
راكيل كاسيدي (بالإنجليزية: Raquel Cassidy)‏ هي ممثلة بريطانية، ولدت في 22 يناير 1968 في المملكة المتحدة.

## أعمال

### مسلسلات
- داونتون آبي

## وصلات خارجية
- راكيل كاسيدي على موقع IMDb (الإنجليزية)
- راكيل كاسيدي على موقع ألو سيني (الفرنسية)
- راكيل كاسيدي على موقع أول موفي (الإنجليزية)
- راكيل كاسيدي على موقع قاعدة بيانات الأفلام السويدية (السويدية)
- راكيل كاسيدي على موقع قاعدة بيانات الفيلم (الإنجليزية)
- راكيل كاسيدي على موقع كينوبويسك (الروسية)